# Loa (řeka)
Loa (španělsky Río Loa) je řeka v severní části Chile v regionech Tarapacá a Antofagasta. Je dlouhá 400 km.

## Průběh toku
Pramení v Západní Kordileře. Na středním toku protéká pouští Atacama a ústí do Tichého oceánu.

## Vodní stav
Zdroj vody je převážně podzemní. Kolísání průtoku je zanedbatelné. Průměrný průtok vody při odtoku z hor je 6 m³/s a na dolním toku 4 m³/s.

## Využití
Využívá se na zavlažování. Voda z pramenů v povodí řeky je základním zdrojem zásobování Chuquicamaty, Calamy a Antofagasty.